# BBC African Footballer of the Year
BBC African Footballer of the Year är ett årligt pris som går till den bästa afrikanska fotbollsspelaren enligt BBC:s radiolyssnare.

## Vinnare
| År   | Vinnare             | Klubb                        |
| ---- | ------------------- | ---------------------------- |
| 1991 | Abédi Pelé          | Marseille                    |
| 1994 | Kalusha Bwalya      | PSV Eindhoven / Club América |
| 1995 | George Weah         | Milan                        |
| 1996 | Emmanuel Amuneke    | Sporting CP / Barcelona      |
| 1997 | Nwankwo Kanu        | Internazionale               |
| 1999 | Nwankwo Kanu        | Arsenal                      |
| 2000 | Patrick Mboma       | Cagliari / Parma             |
| 2001 | Samuel Kuffour      | Bayern München               |
| 2002 | El Hadji Diouf      | Lens / Liverpool             |
| 2003 | Jay-Jay Okocha      | Bolton Wanderers             |
| 2004 | Jay-Jay Okocha      | Bolton Wanderers             |
| 2005 | Mohamed Barakat     | Al-Ahly                      |
| 2006 | Michael Essien      | Chelsea                      |
| 2007 | Emmanuel Adebayor   | Arsenal                      |
| 2008 | Mohamed Aboutrika   | Al-Ahly                      |
| 2009 | Didier Drogba       | Chelsea                      |
| 2010 | Asamoah Gyan        | Sunderland                   |
| 2011 | André Ayew          | Marseille                    |
| 2012 | Christopher Katongo | Henan Construction           |
| 2013 | Yaya Touré          | Manchester City              |
| 2014 | Yacine Brahimi      | Granada / Porto              |
| 2015 | Yaya Touré          | Manchester City              |
| 2016 | Riyad Mahrez        | Leicester City               |
| 2017 | Mohamed Salah       | Roma / Liverpool             |
| 2018 | Mohamed Salah       | Liverpool                    |